# キンバリー・ミックル
キンバリー・ミックル（Kimberley Mickle、1984年12月28日 - ）は、やり投を専門とするオーストラリアの女子陸上競技選手。西オーストラリア州パース出身。自己ベストは2014年にメルボルントラッククラシックでマークした66m83。
2001年の世界ユース選手権で金メダルを獲得、2002年の世界ジュニア選手権では9位入賞、2006年コモンウェルスゲームズでは4位入賞、同年のワールドカップでは5位入賞、2009年のIAAFワールドアスレチックファイナルで6位入賞を果たす。2009年の世界選手権には出場したものの、予選落ちであった。
2010年コモンウェルスゲームズでは銀メダルを獲得。2012年にはロンドンオリンピックオーストラリア代表に選ばれる2013年の世界選手権の女子やり投はマリア・アバクモワとクリスティーナ・オーバークフォルの2強対決と言われていた中、最終6投目で66m25を投げ、2位に入り込んだ。
オーストラリア選手権では、2008年を除き、2005年から2014年まで9回優勝している。

## 主な成績
種目はすべてやり投。
| 年   | 大会                           | 場所                  | 結果 | 記録  |
| ---- | ------------------------------ | --------------------- | ---- | ----- |
| 2009 | ワールドアスレチックファイナル | ギリシャ テッサロニキ | 6位  | 57m57 |
| 2010 | IAAFコンチネンタルカップ       | クロアチア スプリト   | 3位  | 61m36 |
| 2011 | 世界選手権                     | 韓国 大邱             | 6位  | 61m96 |
| 2013 | 世界選手権                     | ロシア モスクワ       | 2位  | 66m25 |